# Leucania socorrensis
Leucania socorrensis là một loài bướm đêm trong họ Noctuidae.